# 야하타촌 (효고현 시카마군)
야하타촌(八幡村)은 효고현 시카마군에 있던 촌이다. 현재의 히메지시에 해당한다.

## 역사
- 1889년 4월 1일 - 정촌제 시행에 의해  시키사이군 야하타촌이 성립하였다.
- 1896년 4월 1일 - 시카마군이 성립하여 소속이 변경되었다.
- 1941년 4월 1일 - 히로촌과 합병해 히로하타정이 설치되어 소멸하였다.

## 참고문헌
- 角川書店 編『角川日本地名大辞典 兵庫県』（初版第1刷）、1988年9月。ISBN 978-4040012803。